# Iliya Yurukov
Iliya Yurukov (tiếng Bulgaria: Илия Юруков; sinh 22 tháng 9 năm 1999) là một cầu thủ bóng đá Bulgaria thi đấu ở vị trí tiền vệ cho Levski Sofia.

## Sự nghiệp
Ngày 7 tháng 5 năm 2017, Yurukov ra mắt cho Levski, thay cho Tunde Adeniji ở phút thứ 83 khi Levski giành chiến thắng 1-0 trên sân khách trước Cherno more ở First League.

## Thống kê sự nghiệp

### Câu lạc bộ
Tính đến 25 tháng 5 năm 2017 
| Thành tích câu lạc bộ | Thành tích câu lạc bộ | Thành tích câu lạc bộ | Giải vô địch | Giải vô địch | Cúp                  | Cúp                  | Châu lục | Châu lục  | Khác | Khác      | Tổng | Tổng      | Tổng |
| Câu lạc bộ            | Giải vô địch          | Mùa giải              | Trận         | Bàn thắng    | Trận                 | Bàn thắng            | Trận     | Bàn thắng | Trận | Bàn thắng | Trận | Bàn thắng |      |
| Bulgaria              | Bulgaria              | Bulgaria              | Giải vô địch | Giải vô địch | Cúp bóng đá Bulgaria | Cúp bóng đá Bulgaria | Châu Âu  | Châu Âu   | Khác | Khác      | Tổng | Tổng      |      |
| --------------------- | --------------------- | --------------------- | ------------ | ------------ | -------------------- | -------------------- | -------- | --------- | ---- | --------- | ---- | --------- | ---- |
| Levski Sofia          | First League          | 2016–17               | 2            | 0            | 0                    | 0                    | –        | –         | –    | –         | 2    | 0         |      |
| Levski Sofia          | Tổng                  | Tổng                  | 2            | 0            | 0                    | 0                    | 0        | 0         | 0    | 0         | 2    | 0         |      |
| Thống kê sự nghiệp    | Thống kê sự nghiệp    | Thống kê sự nghiệp    | 2            | 0            | 0                    | 0                    | 0        | 0         | 0    | 0         | 2    | 0         |      |

1. ↑  Includes Siêu cúp bóng đá Bulgaria matches.